# وست کلاندون
وست کلاندون (به انگلیسی: West Clandon) یک روستا و محله مدنی در بریتانیا است که در Guildford واقع شده‌است. وست کلاندون ۹٫۵۷ کیلومتر مربع مساحت و ۱٬۳۶۳ نفر جمعیت دارد.